# Cameraria platanoidiella
Cameraria platanoidiella là một loài bướm đêm thuộc họ Gracillariidae. Nó được tìm thấy ở Hoa Kỳ (Connecticut, New York và Ohio).
Sải cánh dài 6.5–8 mm.
Ấu trùng ăn Quercus species, bao gồm Quercus alba, Quercus bicolor và Quercus macrocarpa. Chúng ăn lá nơi chúng làm tổ.Tổ có dạng đốm nằm ở mặt trên của lá.